# Grand-maître de l'Université de France
En France, durant la première moitié du XIXe siècle, grand-maître de l'Université est une fonction et un titre associé au chef de l'Université de France. Il est, dans une certaine mesure, le prédécesseur du ministère de l'Éducation nationale.

## Le grand-maître de l'Université sous le Premier Empire
Le décret du 17 mars 1808 place à la tête de l'Université impériale créée deux ans plus tôt par Napoléon un "grand-maître de l'Université".
Le grand-maître occupe le premier rang parmi les fonctionnaires de l'Université impériale (art. 29). Il a le titre de "titulaire de l'Université impériale" (art. 34).
Selon les articles du décret :
- L'Université impériale est régie et gouvernée par le grand-maître, qui est nommé et révocable par l'empereur.
- Il prête serment ente les mains de l'empereur selon le même cérémonial que les archevêques (décret du 17 septembre 1808)
- Le grand-maître nomme aux places administratives et aux chaires des collèges et des lycées ; il nomme également les officiers des académies et ceux de l'Université ; et il fait toutes les promotions dans le corps enseignant.
- Il institue les sujets qui ont obtenu les chaires des facultés, d'après des concours dont le mode est déterminé par le conseil de l'Université.
- Il nomme et place dans les lycées les élèves qui ont concouru pour obtenir des bourses entières ou partielles.
- Il accorde la permission d'enseigner et d'ouvrir des maisons d'instruction aux gradués de l'Université qui la lui demande et qui remplissent les conditions exigées par les règlements pour obtenir cette permission.
- Le grand-maître est présenté à l'empereur par le ministre de l'intérieur, pour lui soumettre chaque année le tableau des établissements d'instruction, et spécialement des pensions, institutions, collèges et lycées ; celui des officiers des académies, et des officiers de l'Université ; le tableau de l'avancement des membres du corps enseignant, qui l'ont mérité par leurs services. Il fait publier ces tableaux à l'ouverture de l'année scolaire.
- Il peut faire passer d'une académie dans une autre, les régents et principaux des collèges entretenus par les communes, ainsi que les fonctionnaires et professeurs des lycées, en prenant l'avis de trois membres du conseil.
- Il a le droit d'infliger les arrêts, la réprimande, la censure, la mutation et la suspension des fonctions aux membres de l'Université qui ont manqué assez gravement à leurs devoirs pour encourir ces peines.
- D'après les examens, et sur les rapports favorables des facultés, visées par les recteurs, le grand-maître ratifie les réceptions. Dans le cas où il croit devoir refuser cette ratification, il en est référé au ministre de l'intérieur, qui en fera son rapport à l'empereur, pour qu'il prenne, en notre conseil d'état, le parti qui est jugé convenable. Lorsqu'il le juge utile au maintien de la discipline, le grand-maître peut faire recommencer les examens pour l'obtention des grades.
- Il donne les diplômes, portant le sceau de l'Université, par lesquels les grades, les titres, les fonctions, les chaires, et, en général, tous les emplois de l'Université impériale, sont conférés aux membres de ce corps.
- Il donne aux différentes écoles les règlements de discipline, qui sont discutés par le conseil de l'Université.
- Il convoque et préside le conseil de l'Université; et il en nomme les membres, ainsi que ceux des conseils académiques.
- Il nomme le secrétaire général du conseil.
- Il se fait rendre compte de l'état des recettes et des dépenses des établissements d'instruction, et il le fait présenter au conseil de l'Université par le trésorier.
- Il a le droit de faire afficher et publier les actes de son autorité, et ceux du conseil de l'Université : ces actes doivent être munis du sceau de l'Université, représentant un aigle portant une palme[2].
- Il accorde le titre d'officier de l'Université aux proviseurs, censeurs, et aux professeurs des deux premières classes des lycées, les plus recommandables par leurs talents et par leurs services.
- Il accorde le titre d'officier des académies aux autres professeurs des lycées, ainsi qu'aux régents des collèges et aux chefs d'institution, dans le cas où ces divers fonctionnaires ont mérité cette distinction par des services éminents.
- Le grand-maitre donne les pensions aux fonctionnaires de l'Université ayant reçu l'un des titres de "titulaires", "officiers de l'Université" ou "officiers des académies".
- Il donne l'agrément aux membres de l'Université qui demande à quitter le corps enseignant.
- Il autorise les membres de l'Université à accepter d'autres fonctions.
- Il fait tous les ans la liste des vingt conseillers ordinaires qui doivent compléter le conseil pendant l'année.
- Il propose à la discussion du conseil tous les projets de règlement et de statuts qui pourront être faits pour les écoles de divers degrés.
- Il exécute les décisions prises par le conseil de l'Université
- Il désigne les membres des conseils d'académie.
- Il reçoit des recteurs les procès-verbaux des conseils académiques et les communique au conseil de l'Université.
- Il nomme les inspecteurs généraux de l'Université.
- Il ordonne les visites des inspecteurs
- Il nomme les inspecteurs d'académie
- Il nomme les recteurs d'académie
- Il ratifie les diplômes des gradués
- Il délivre les brevets d'exercice aux chefs d'institution et maîtres de pension
- Il répartit les agrégés dans les académies pour le remplacement des professeurs malades

En outre, le décret du 17 mars 1808 nomme Louis de Fontanes premier grand-maître de l'Université de France. Catholique, il favorise le retour de l'Église dans l'instruction publique. Il s'entoure notamment de l'abbé Emery et du philosophe Louis de Bonald. Il est entouré d'un chancelier, d'un trésorier et d'une vingtaine de conseillers. Parmi ces conseillers se trouvent encore des ecclésiastiques comme l'abbé de Bausset. Les anciennes congrégations enseignantes peuvent de nouveau enseigner, mais elles n'ont pas le monopole de l'instruction publique. Les Frères des Écoles chrétiennes sont restaurés par le décret de 1808. Parmi les recteurs d'académie nommés sous le Premier Empire, seulement un quart sont des ecclésiastiques. Ces recteurs sont les pendants scolaires des préfets, et reçoivent autorité sur les enseignants du primaire, du secondaire et du supérieur dans une circonscription donné. Seuls les petits séminaires et les séminaires échappent à l'emprise du Grand-maître de l'Université.

### Costume du grand-maître
D'après le décret du 31 juillet 1809, le costume du grand-maitre comprend une simarre de soie violette, une ceinture pareille à glands d'or, une robe pareille bordée d'hermine, une épitoge en hermine, une cravate en dentelle et une toque violette bordée d'or à deux rangs.

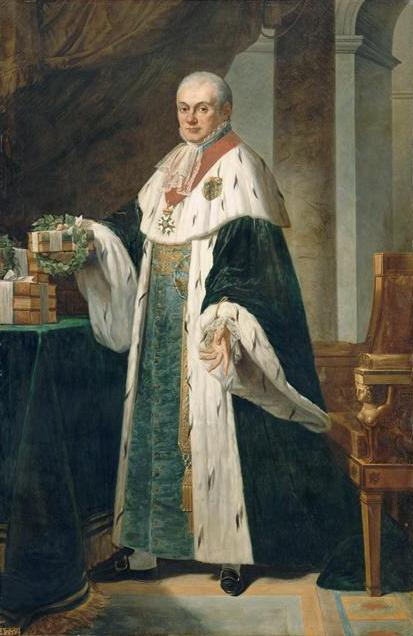
Robert Lefèvre (1755–1830), Louis de Fontanes en costume de grand-maître de l'Université

## La survie de la charge sous la Restauration et la monarchie de Juillet
À l'arrivée au pouvoir de Louis XVIII, le grand-maître est tout d'abord maintenu en fonction (ordonnance du 9 avril 1814) jusqu'à l'ordonnance royale du 17 février 1815 qui supprime l'Université de France, la grande-maitrise et le conseil de l'Université. Cette suppression est notamment motivée par la volonté du gouvernement royal de laisser l'Église catholique gérer l'éducation. La surveillance générale de l'enseignement est confiée à un conseil royal de l'instruction publique. Lors du retour de Napoléon durant les Cent-Jours, l'Université impériale et la grande-maitrise sont rétablies. Après le retour de Louis XVIII, l'Université de France est maintenue mais la grande-maitrise et le conseil sont à nouveau supprimées et remplacées par une commission de l'instruction publique par ordonnance du 15 août 1815. Cette commission est modifiée en 1820 pour devenir le second conseil royal de l'instruction publique. En 1822, Louis XVIII rétablit la fonction de grand-maître et l'abbé Frayssinous est nommé à cette charge. Celui-ci préside le conseil royal de l'instruction publique.
En 1824 le grand-maître devient ministre secrétaire d'état au département des Affaires ecclésiastiques et de l'Instruction publique et sort donc de la tutelle du ministère de l'Intérieur. Malgré tout, il conserve une certaine autonomie d'action et ce n'est qu'en 1829 que les délibérations du Conseil Royal de l'Université sont soumis au Département de l'Instruction publique. Sous la monarchie de Juillet, le Conseil de l'Université prend de plus en plus d'importance. Une ordonnance de 1845 rétablit la situation de 1808 et adjoint au grand-maître de l'Université un Conseil royal de l'Université ainsi qu'un Chancelier de l'Université. Dès lors le terme de "grand-maître" devient un titre associé à la fonction de ministre secrétaire d'état au département de l'Instruction publique.
Après la Révolution française de 1848, le parti catholique demande la fin du monopole de l'Université sur l'enseignement. La loi du 15 mars 1850 abolit ce système, tout en conservant certaines formes. Le titre de grand-maître est mentionné sur les diplômes jusqu'au ministère de Hippolyte Fortoul (1852), date à partir de laquelle son utilisation est abandonnée.